# Famille Quarrel-Drengot
Cette page explique l’histoire ou répertorie les différents membres de la famille Quarrel-Drengot.
Les Quarrel-Drengot sont une puissante famille appartenant à la noblesse italo-normande des XIe siècle et XIIe siècle, certainement d'ascendance scandinave.
Ils sont quelquefois nommés De Quarellis(-)Drengot ou Quadrellis, Quarellis en latin médiéval, ou, plus simplement, Quarrel ou Drengot.

## Historique
Cette grande famille est issue principalement de deux frères, les Normands Osmond (de) « Quarrel » et Rainulf « Drengot », originaires des Carreaux près d'Avesnes-en-Bray, à l'est de Rouen. Cependant, les sources divergent car certaines mentionnent les origines de cette famille dans la région d'Alençon, mais la première hypothèse est la plus certaine.
Osmond étant banni pour le meurtre d'un proche du duc de Normandie Richard l'Irascible, il quitte le duché normand en compagnie de quatre frères, dont Rainulf, et se rend en Italie méridionale en 1016, à la tête d'une bande armée d'environ 250 Normands, chargés de servir comme mercenaires les ducs et princes locaux. En effet, à peu près au même moment, une ambassade lombarde en provenance de Salerne se rend en Normandie pour demander au duc Richard des volontaires, réputés bon guerriers, pour servir comme mercenaires contre les Byzantins. En 1017, l'armée lombarde, commandée par Melo de Bari et renforcée par les mercenaires normands, remporte d'abord plusieurs succès contre les Grecs. Mais le détachement normand, comprenant plusieurs membres de la famille Drengot, est décimé lors de la défaite lombarde de Cannes en 1018. Osmond Quarrel et son frère Gilbert Buatère y laissent la vie. Les survivants normands prennent des chemins opposés, les uns entrent au service du prince de Salerne, les autres du prince de Bénévent, d'autres vont servir le comte d'Ariano ou l'abbé du Mont-Cassin.
Plus tard, en 1029, Rainulf Drengot obtient le comté d'Aversa du duc de Naples : c'est le premier établissement permanent en Italie, et en Méditerranée, des Normands venus du duché. Depuis Aversa, le comte Rainulf fait dorénavant régulièrement appel à de nombreux compatriotes.
En 1042, au partage de l'Apulie entre douze chefs normands (ou alliés des Normands), Asclettin, l'un des frères d'Osmond et de Rainulf, obtient la ville d'Acerenza.
En 1058, la principauté lombarde de Capoue tombe aux mains d'un autre membre de la famille Quarrel-Drengot, Richard.
La famille Quarrel-Drengot devient vite l'une des familles normandes les plus éminentes d'Italie du Sud, bientôt concurrencée par une autre famille normande, les Hauteville. À la fin du XIe siècle, c'est la famille la plus puissante du sud de l'Italie avec les Hauteville. Cependant, à partir des années 1120, la famille doit contrer les ambitions d'un dangereux rival, le comte de Sicile Roger de Hauteville, futur roi Roger II de Sicile.
C'est ainsi que Rainolf d'Alife devient l'un des adversaires les plus sérieux et les plus acharnés du puissant comte de Sicile, devenu roi en 1130. Mais Rainolf ne peut empêcher la prise de la principauté de Capoue par Roger qui nomme à sa tête son fils Alphonse. La mort de Rainolf d'Alife en 1139 permet au roi Roger de dominer toute l'Italie méridionale après avoir maté les barons rebelles, et de détruire définitivement la famille Quarrel-Drengot, dont les membres sont éliminés progressivement jusque dans les années 1150.